# Hrvatski memorijalno-dokumentacijski centar Domovinskog rata
Hrvatski memorijalno-dokumentacijski centar Domovinskog rata (HMDCDR)  se osniva kao javna znanstvena ustanova – specijalizirani arhiv i od interesa je za Republiku Hrvatsku.
Osnivač Centra je Republika Hrvatska, a prava i dužnosti osnivača obavlja Vlada Republike Hrvatske. Sjedište Centra je u Zagrebu.
Centar je utemeljen sa zadaćom prikupljanja, sređivanja, čuvanja te stručnoga i znanstvenoga istraživanja i publiciranja gradiva iz Domovinskoga rata.

## Djelatnost Centra
U obavljanju svoje djelatnosti Centar osobito:
- prikuplja, objedinjuje, sređuje i zaštićuje svu dokumentaciju i sve podatke nastale u Domovinskom ratu i vezane uz rat,
- prikuplja, sređuje, klasificira i obrađuje registraturno i arhivsko gradivo nastalo u Domovinskom ratu i vezano uz rat, sukladno Zakonu o arhivskom gradivu i arhivima,
- stručno i znanstveno obrađuje, analizira i vrednuje podatke, dokumentaciju i gradivo vezano uz Domovinski rat,
- objavljuje publikacije i druga djela nastala na temelju svoje djelatnosti,
- objavljuje registraturno i arhivsko gradivo nastalo u Domovinskom ratu,
- daje podatke, izvatke iz dokumenata i ovjerovljene prijepise na zahtjev korisnika, sukladno Zakonu o arhivskom gradivu i arhivima,
- organizira stručna i znanstvena predavanja i izložbe te znanstvene skupove i druge oblike istraživanja istine o Domovinskom ratu i upoznavanja javnosti u zemlji i svijetu s utvrđenim činjenicama vezanim uz Domovinski rat,
- surađuje s arhivima, muzejima i drugim pravnim osobama radi unaprjeđenja svoje djelatnosti.
Centar se u svom radu koristi suvremenim metodama zaštite i sigurnosnih mjera trajnog čuvanja prikupljenog gradiva, razvija i održava informacijski sustav te objavljuje dokumente vezane uz Domovinski rat.
Djelatnost Centra pobliže se uređuje njegovim statutom, u skladu s odredbama ovoga Zakona, Zakona o ustanovama, te posebnim propisima kojima se uređuje arhivska, muzejska i znanstvena djelatnost.

## Ustroj

### Upravno vijeće Centra
Trenutačno Upravno vijeće HMDCDR-a je imenovano 20. rujna 2013. u sastavu:
- dr. sc. Kruno Kardov, predsjednik Upravnog vijeća
- Ivan Grujić, potpredsjednik Upravnog vijeća
- dr. sc. Filip Hameršak, član
- prof. dr. sc. Damir Agičić, član
- Čedomir Višnjić, član
- dr. sc. Nikica Barić, član
- dr. sc. Davor Marijan, član

### Djelatnici
- doc. dr. sc. Ante Nazor, ravnatelj[2]

### Bivša Upravna vijeća Centra

#### Upravno vijeće do mjeseca rujna 2013. godine
Nakon isteka mandata 20. rujna 2013. razriješeno je Upravno vijeće HMDCDR-a u sastavu:
- akademik Franjo Šanjek, predsjednik Upravnog vijeća
- dr. sc. Nikica Barić, potpredsjednik Upravnog vijeća
- mr. sc. Branko Kaleb, član
- dr. sc. Davor Marijan, član
- puk. Ivan Grujić, član
- dr. sc. Miroslav Akmadža, član
- mr. sc. Krešimir Rašan, član